# Trichomma decorum
Trichomma decorum är en stekelart som först beskrevs av Cameron 1897.  Trichomma decorum ingår i släktet Trichomma och familjen brokparasitsteklar. Inga underarter finns listade i Catalogue of Life.